# یان اودو هولی
یان اودو هولی (به آلمانی: Jan Udo Holey) (زاده ۲۲ مارس ۱۹۶۷ دینکلزبول) با نام مستعار یان فن هلسینگ (به آلمانی: Jan van Helsing) نویسنده جنجالی آلمانی است که در کتاب‌هایش نظریه‌های توطئه مانند دسیسه برای کنترل جهان توسط فراماسونرها، زنده بودن هیتلر پس از جنگ جهانی دوم و زندگی کردن او در جنوبگان، و خالی بودن ساختار زمین را ترویج می‌کند. نظریه‌های او از منابعی همچون پروتکل بزرگان صهیون الهام می‌گیرند. کتاب دوجلدی او با نام «جوامع مخفی» در آلمان، فرانسته، و سوییس به دلیل ترویج یهودی‌ستیزی ممنوع شده‌اند. بیشتر کتاب‌های او مانند کودکان هزاره‌های نو غیرسیاسی هستند و به موضوع‌های رازآلود می‌پردازد.

## زندگی
هولی فرزند میانی یک خانواده ثروتمند است. مادرش بر این باور بود که توانایی روشن بینی دارد و پدرش سه کتاب در زمینه علوم غریبه و عرفان نوشت. هولی ادعا می‌کند که در کمبریج، مونیخ و نزدیکی هایدلبرگ به مدرسه رفته‌است. پس از خواندن داستان برام استوکر در سن ۱۴ ساگلی، او نام فن هلسینگ را به عنوان نام مستعار برای خود برگزید. هولی انتشارات خود را دارد که کتاب‌های خود و دیگر نویسندگان با علایق مشابه را به چاپ می‌رساند.

## دیدگاه‌های سیاسی
هولی به خیلی از نظریه‌های توطئه ارجاع می‌دهد که بسیاری از آنها در آمریکا شکل گرفته‌اند. در نوشته‌های او نظریه‌های توطئه بسیار متفاوتی در مورد نوسترداموس، تناسخ، و جان اف کندی دیده می‌شود. منتقدان او بر این باور هستند که نوشته‌های او تا حدود زیادی سرقت ادبی از نوشته‌های دیگران است و بر این باور است که نوشته‌های او طی یک توطئه ممنوع شده‌اند. با بهره‌گیری از اسطوره‌شناسی نازی، کتاب پروتکل بزرگان صهیون، و داستان‌های علمی تخیلی، هولی در کتاب خود به نام جوامع مخفی نظریه ای مبنی بر مدیریت جهانی صهیونی را پروردانده است. از نظر او خانواده روتشیلد یک توطئه یهودی را هدایت می‌کنند که تلاش دارد نظم نوین جهانی را برقرار کند. هولی و طرفداران او اعلام کرده‌اند که یهودی‌ستیز نیستند بلکه علیه منافع یهودی‌ها در سیاست و اقتصاد سخن می‌گویند.